# Courcelles-sur-Nied
Courcelles-sur-Nied è un comune francese di 995 abitanti situato nel dipartimento della Mosella nella regione del Grand Est.

## Società

### Evoluzione demografica
Abitanti censiti